# دنون
دنون (به انگلیسی: Danone) شرکت اروپایی چندملیتی در حوزه محصولات غذایی است که دفتر مرکزی آن در شهر پاریس مستقر است. این شرکت در ابتدا در کشور اسپانیا و شهر بارسلون تأسیس شد.
دنون یک برند جهانی سلامت‌محور در حوزه غذا و نوشیدنی است. شرکت دنون دارای برندهای متعدد بین‌المللی و داخلی از محصولات لبنی و گیاهی، آب بسته‌بندی‌شده، غذای کودک در ماه‌های اولیه و غذای بیماران است.
شرکت دنون توانسته محصولات خود را تا سال ۲۰۲۰ میلادی، در بیش از ۱۲۰ بازار دنیا به فروش برساند و دارای بیش از ۱۰۰ هزار کارمند در ۵۵ کشور است. این شرکت میزان فروشی معادل با ۲۵٫۳ میلیارد یورو در سال ۲۰۱۹ میلادی داشته‌است که ۳۰ درصد از این مبلغ از بخش تغذیه تخصصی (Specialized Nutrition)، ۱۸ درصد از آن از بخش آب و ۵۲ درصد آن از بخش لبنیات ضروری و محصولات بر پایه مواد گیاهی بوده‌است.
اپتامیل، اکتیویا و دنون بر اساس میزان فروش خود، سه برند مطرح شرکت دنون هستند.

## تاریخچه

### نام
شرکت دنون توسط آیزاک کاراسو، پزشکی یونانی که در سال ۱۹۱۹ در بارسلون اسپانیا به تولید ماست اشتغال داشت، تأسیس شد. نام برند Danone، به معنی «دنیل کوچک» از نام فرزند بنیان‌گذار آن به اسم «دنیل کاراسو» برگرفته شده‌است.

### تغییر استراتژی
در سال ۱۹۹۴، شرکت BSN نام خود را با برگرفتن نام شناخته‌شده‌ترین برند بین‌المللی این گروه، به Groupe Danone (گروه دنون) تغییر داد و ۲ سال بعد، در سال ۱۹۹۶، زمانی که آنتونی ریبود، بازنشسته شد، فرنک ریبود، فرزند وی، به عنوان مدیرعامل و ریاست هیئت‌مدیره شرکت دنون به ایفای نقش پرداخت.
شرکت تحت ریاست ریبود پسر، تمرکز خود بر سه گروه از محصولات (لبنیات، آشامیدنی‌ها و غلات صبحانه) را ادامه داد و شرکت را از فعالیت‌های فرعی متعدد دور کرد.
فارغ از فروش این بخش‌ها، شرکت دنون درحال گسترش کسب‌وکار در سه بخش اصلی خود، با تأکید بر محصولات مرتبط با سلامت و تندرستی به صورت بین‌المللی است.
شرکت دنون، در سال ۲۰۰۹، از Groupe Danone (گروه دنون) به Danone (دنون) تغییر نام داد.
در سال ۲۰۱۴، امانوئل فابر مدیرعامل دنون شد.
در سال ۲۰۱۷، فرنک ریبود به مقام ریاست افتخاری رسید و امانوئل فابر هم علاوه بر حفظ سمت مدیرعامل، ریاست هیئت مدیره را به‌دست گرفت.
در سال ۲۰۱۸، شرکت دنون برند شرکت تابعه خود DanoneWave را که پس از خرید شرکت WhiteWave Foods (Alpro) به Danone North America تغییر یافته بود، برندسازی مجدد کرد.

## مدیریت شرکت

### دفتر مرکزی

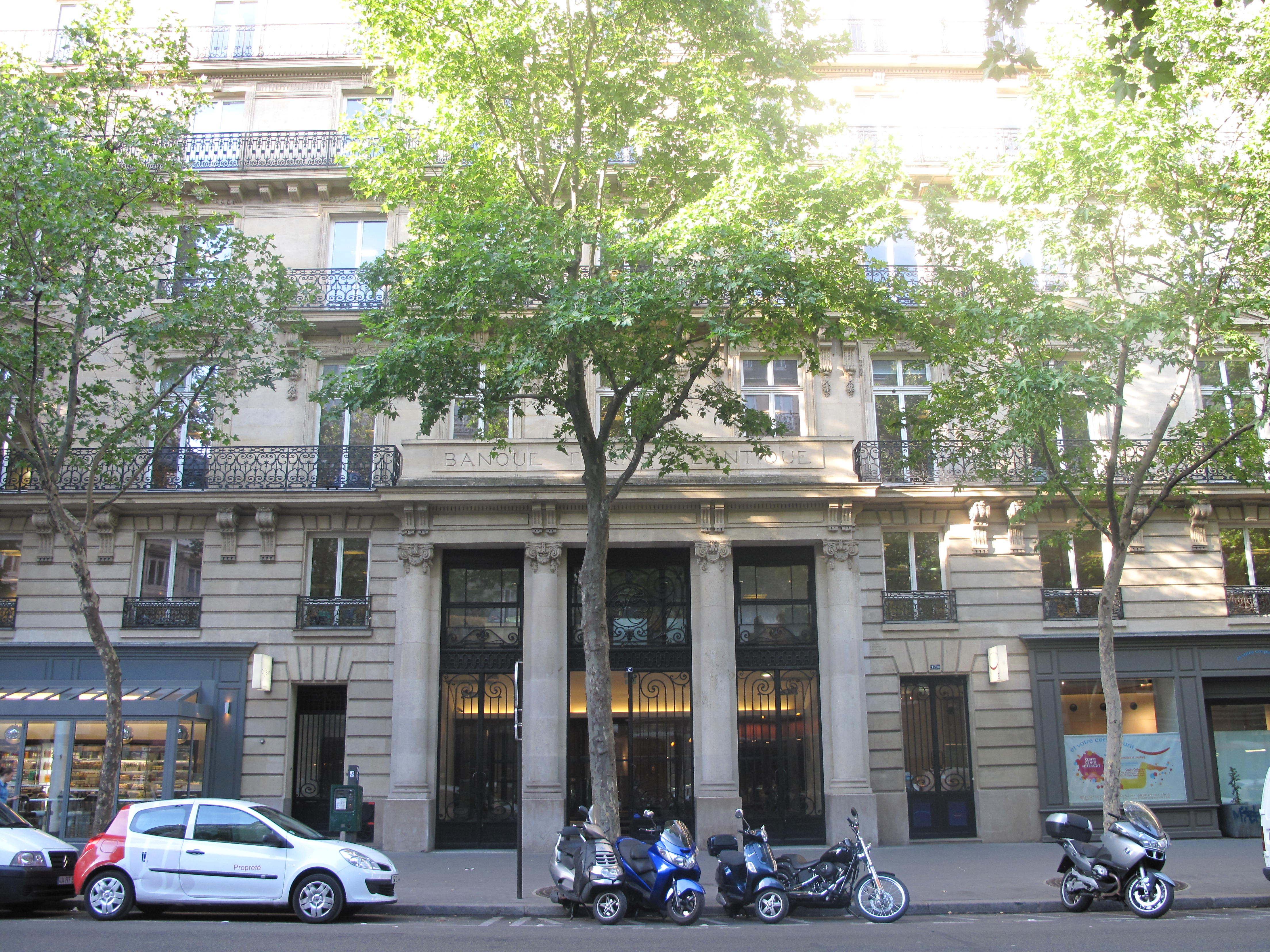
دفتر مرکزی دنون

دفتر اصلی شرکت دنون از سال ۲۰۰۲، در شهر پاریس مستقر است.

## برندهای اصلی
گستره برندهای دنون شامل برندهای بین‌المللی و محلی می‌شود. برندهای بین‌المللی آن در سال ۲۰۱۸، شامل: Activia, Actimel, Alpro, Aptamil Danette, Danio, Dannon, Danonino, Evian, Nutricia, Nutrilon, Volvic بوده و برندهای داخلی یا محلی شامل:AQUA (اندونزی)، Blédina(فرانسه)، Bonafont (مکزیک و برزیل)، Cow & Gate (انگستان)، Horizon Organic (ایالات متحده)، Mizone (چین)، Oikos (آمریکای شمالی)، Prostokvashino (روسیه)، Silk (ایالات متحده)، Vega (ایالات متحده)، دماوند (ایران) هستند.

## دنون در ایران

### دنون لبنی پارس
دنون در سال ۱۳۸۶، فعالیت‌های رسمی خود را در ایران آغاز و با شراکت صنایع غذایی سحر، شرکت دنون سحر را تأسیس کرد و به واردات محصولات دسر قاشقی یا پودینگی دنون با نام «دنت» پرداخت. در سال ۱۳۹۰، این شرکت تصمیم به احداث کارخانه خود در ایران گرفت و تولید محصولات خود را به‌طور مستقیم در این کارخانه، آغاز کرد.
در سال ۱۳۹۴، این شرکت تصمیم به استقلال از شرکت سحر گرفت و نام شرکت را به‌طور رسمی به «دنون لبنی پارس» تغییر داد.
دنون لبنی پارس در حال حاضر به تولید و فروش محصولاتش با برندهای «دنت» و «دنت پاپ» در ایران می‌پردازد.

### آب‌های آشامیدنی
دنون در ایران از سال ۱۳۸۸ فعالیت‌های خود را در زمینه آب‌های آشامیدنی با خریداری عمده سهام آب‌های معدنی دماوند آغاز کرد و هم‌اکنون، آب بطری‌شده آشامیدنی را با برندهای «دماوند» و «لایت بلو» به فروش می‌رساند.

### دنون نوتریشیا
در سال ۱۳۸۷ شرکت صنایع پودر شیر مشهد و شرکت فرانسوی دنون نوتریشیا اقدام به سرمایه‌گذاری مشترک کردند و تحت نام نوتریشیا ام‌ام‌پی به فعالیت خود ادامه دادند. از آن پس محصولات این شرکت با برندهای جهانی «آپتامیل» و «ببلاک» روانه بازار شد.

## مسئولیت اجتماعی شرکت
دنون صندوق‌های متعددی را مدیریت می‌کند:
صندوق جوامع دنون که در سال ۲۰۰۷ برای پشتیبانی مالی کسب‌وکارهای اجتماعی ایجاد شد، صندوق اکوسیستم دنون، که در سال ۲۰۰۹ برای حمایت از شرکای دنون که شامل کشاورزان، پیمانکاران فرعی، دست‌فروشان ایجاد شد و صندوق معیشت که در سال ۲۰۱۱ برای حمایت مالی از پروژه‌های زیست‌محیطی (مانند کشاورزی دهقانان، جنگل‌زدایی، دسترسی به انرژی در کشورهای درحال توسعه) ایجاد شد و در ازای آن برای سرمایه‌گذاران اعتبار لازم برای جلوگیری از انتشار کربن و تأثیرات اجتماعی قدرتمند فراهم شد.
برنامه‌های مسئولیت اجتماعی دنون از مدیرعامل سابق دنون آنتونی ریبود و سخنرانی وی که در ۲۵ اکتبر ۱۹۷۲ با عنوان «سخنرانی Marseilles» ایراد شد، الهام گرفته شده‌است.
وی در این سخنرانی اظهار کرد که توسعه نباید بدون مسئولیت اجتماعی صورت بپذیرد. او اولین مدیرعاملی بود که به‌صورت عمومی اعلان کرد که جنبه‌های انسانی و زیست‌محیطی یک شرکت باید درنظر گرفته شوند. این ایده‌ها، بنیان پروژه دوگانه دنون (اقتصاد و اجتماع) را ایجاد کرد.
همچنین آنتونی ریبود، طرح اشتراک‌گذاری-سود با کارکنان را ایجاد کرد و در دهه ۷۰ و ۸۰ میلادی ساعات کاری را کاهش داد.